# السجلات الجنائية في الولايات المتحدة
تحتوي السجلات الجنائية في الولايات المتحدة على سجلات الاعتقالات والتهم الجنائية والفصل في تلك التهم. يتم تجميع السجلات الجنائية وتحديثها على المستويات المحلية والولائية والفدرالية من قبل الوكالات الحكومية وفي أغلب الأحيان وكالات إنفاذ القانون. هدفهم الأساسي هو تقديم تاريخ إجرامي شامل لفرد معين.
يمكن استخدام السجلات الجنائية لعدة أغراض، بما في ذلك التحقق من الخلفية لأغراض التوظيف، والتصريح الأمني، والتبني، والهجرة إلى الولايات المتحدة، والترخيص. قد تكون السجلات الجنائية مفيدة في تحديد المشتبه بهم في سياق التحقيق الجنائي. يمكن استخدامها لتعزيز الأحكام في الملاحقات الجنائية.

## التحقيقات الخلفية
معلومات التاريخ الجنائي متاحة بشكل عام للجمهور، ويمكن الحصول على معلومات التاريخ الجنائي لدولة معينة من وكالة الدولة التي تحتفظ بالسجل. عادة ما تتقاضى الدول رسومًا مقابل نسخة من التاريخ الجنائي للشخص. يمكن للأفراد العاديين عادةً الحصول على نسخ من سجلاتهم الخاصة ولكن قد يحتاجون إلى إصدار من أجل الحصول على سجل شخص آخر.
في الولايات المتحدة، يجوز لأي شخص، بما في ذلك المحقق الخاص أو البحث الجنائي أو شركة التحقق من الخلفية، الذهاب إلى محكمة المقاطعة والبحث في فهرس السجلات الجنائية بالاسم وتاريخ الميلاد أو أن يطلب من كاتب المقاطعة البحث عن السجلات الخاصة بأحد الأفراد. قد ينتج عن مثل هذا البحث معلومات حول التهم الجنائية وغير الجنائية التي لا تظهر بطريقة أخرى في ملخص التاريخ الجنائي للدولة.
قد يتم الإبلاغ عن الإدانات الجنائية إلى صاحب العمل المحتمل في غضون 7 سنوات من تاريخ الإدانة وذلك لأغراض فحص التوظيف، ما لم ينص قانون الولاية على خلاف ذلك.

## سجلات الدولة
تحتفظ الوكالات الحكومية بالتاريخ الإجرامي للولاية، وفي أغلب الأحيان من قبل وكالات إنفاذ القانون. بالإضافة إلى السجلات على مستوى الولاية، قد تحتفظ إدارات الشرطة المحلية ومكاتب العمدة ووكالات الشرطة المتخصصة بقواعد البيانات الداخلية الخاصة بها. يتم الاحتفاظ بالسجلات أيضًا من قبل إدارات الإصلاح الحكومية، فيما يتعلق بالمجرمين الذين حُكم عليهم بالسجن أو تصرف مشابه يقع ضمن ولايتها القضائية. غالبًا ما تشارك وكالات إنفاذ القانون معلومات التاريخ الجنائي مع وكالات إنفاذ أخرى، وعادة ما تكون معلومات التاريخ الجنائي متاحة أيضًا للجمهور.
جميع الولايات لديها "مستودعات رسمية على مستوى الولاية" تحتوي على معلومات التاريخ الإجرامي التي ساهمت بها محاكم المقاطعات والبلديات المختلفة داخل الولاية.  وفي بعض الولايات، لا يتم تضمين الجرائم الجنائية البسيطة في السجل على مستوى الولاية، أو يتم تضمينها فقط إذا تم الإبلاغ عنها طواعية من قبل المحكمة التي تحدث فيها الإدانة.

### سجلات الأحداث
توفر معظم الدول مستوى معينًا من الحماية للإجراءات الجنائية للمحكومين في الأحداث، وكذلك سجلات التقاضي التي تنتج عن محاكمة قاصر. يختلف مدى حماية سجلات الأحداث اختلافًا كبيرًا حسب الدولة.

### سجلات مرتكبي الجرائم الجنسية
لدى مرتكبي الجرائم الجنسية المسجلين معلومات عن جرائمهم أو جنحهم متاحة بسهولة، وتقوم إدارة الخدمات الإصلاحية في العديد من الولايات بنشر مرتكبي الجرائم الجنسية للجمهور، من خلال وسائل الإعلام مثل الإنترنت.  تحتفظ وزارة العدل الأمريكية بقاعدة بيانات وطنية لمرتكبي الجرائم الجنسية 
تستثني بعض الولايات الأحداث من سجلات مرتكبي الجرائم الجنسية.  قد يتمكن البالغون من تقديم التماس للاستبعاد من السجل بموجب قانون الولاية. 

### تكساس
في ولاية تكساس، تحتفظ إدارة السلامة العامة بنظام التاريخ الجنائي المحوسب (CCH) وسجل مرتكبي الجرائم الجنسية العامة في تكساس. تم تحديد معايير الإدراج في CCH على أنها إدانات وأحكام مؤجلة "يتم إبلاغ الإدارة بها بشأن جريمة".

## السجلات الفيدرالية
تحتفظ الحكومة الفيدرالية بسجلات إجرامية واسعة وتعمل كمستودع مركزي لجميع الوكالات للإبلاغ عن بياناتها الخاصة.

### وزارة العدل

#### المركز الوطني لمعلومات الجريمة
NCIC (المركز الوطني لمعلومات الجريمة) هو مستودع لمعلومات التاريخ الجنائي التي تم الإبلاغ عنها إلى مكتب التحقيقات الفيدرالي المعروف اختصاراً بـ (FBI). يقوم المركز الوطني للمعلومات الجنائية بتخزين المعلومات المتعلقة بمذكرات التوقيف المفتوحة والاعتقالات والممتلكات المسروقة والمفقودين والأحكام المتعلقة بالجنايات والجنح.
مع استثناءات قليلة جداً، لا يتم توفير السجلات التي جمعتها الحكومة الفيدرالية داخل NCIC للقطاع الخاص.
يُعرف تجميع مكتب التحقيقات الفيدرالي (FBI) للتعرف الجنائي للفرد، والاعتقال، والإدانة، والسجن باسم مؤشر تحديد الهوية بين الولايات، أو "Triple-I" باختصار. هذا هو في الأساس صحيفة الراب لمكتب التحقيقات الفيدرالي (سجل الاعتقال والمحاكمة). يحتوي على معلومات تم الإبلاغ عنها طواعية من قبل وكالات إنفاذ القانون في جميع أنحاء البلاد، بالإضافة إلى المعلومات المقدمة من قبل الوكالات الفيدرالية الأخرى. يحتوي على معلومات عن الجنايات والجنح ، وقد يحتوي أيضًا على مخالفات البلدية والمرور إذا تم الإبلاغ عنها من قبل الوكالات الفردية.
كل فرد لديه مدخل في مؤشر التعريف بين الولايات لديه "رقم مكتب التحقيقات الفدرالي" الفريد الذي يستخدم لتحديد فرد معين. إنه يعوض حقيقة أن الفرد قد يقدم عدة أسماء مزيفة، أو أسماء مستعارة، إلى وكالة إنفاذ القانون عندما يتم حجزه. قد يكذب الفرد أيضًا بشأن تاريخ ميلاده أو رقم الضمان الاجتماعي أيضًا، مما يجعل مفتاح تعريف مستقل وفريد ضروريًا.
من المهم ملاحظة أن المعلومات التي يوفرها مؤشر المعلومات المشترك بين الولايات قد تأتي من الوكالة التي "حجزت" الفرد وليس بالضرورة من الوكالة التي ألقت القبض عليه. لذلك ، قد يكون هناك تناقضات بين تاريخ الاعتقال والموقع ووكالة الاعتقال المدرجة في قاعدة البيانات والتاريخ الفعلي والموقع والجهة التي قامت بالاعتقال. قد يحتوي فهرس المعلومات المشترك بين الولايات أيضًا على معلومات السجن أيضًا ، مع سرد كل مرة يتم فيها نقل نزيل من مؤسسة إصلاحية إلى أخرى على أنها "اعتقال" منفصل. يعتبر مؤشر المعلومات المشترك بين الولايات دقيقًا فقط مثل المعلومات التي أبلغتها بها الوكالات الفردية ، وغالبًا ما يفتقر إلى معلومات شاملة حول التصرفات في الاعتقالات المختلفة التي يسردها. من الأفضل استخدامه كدليل حول مكان العثور على معلومات أكثر شمولاً عن الفرد.

#### النظام الوطني للفحص الفوري للخلفية الجنائية
بتكليف من قانون برادي بيل النافذ، يستخدم مكتب التحقيقات الفيدرالي النظام الوطني لفحص الخلفية الجنائية الفوري (NICS) لفحص مشتري الأسلحة النارية المحتملين، قد تتاح للمواطنين غير المؤهلين حاليًا لامتلاك سلاح ناري بموجب القوانين الحالية فرصة استعادة حقوقهم في الأسلحة النارية. الأهلية تعتمد إلى حد كبير على قوانين الولاية. بالإضافة إلى البحث في قواعد بيانات NCIC ، تحتفظ NICS بالفهرس الخاص بها للبحث عن عوامل استبعاد إضافية من ملكية السلاح. لا يُسمح للشركات الخاصة بالوصول إلى هذا النظام لفحص الخلفية.

#### نظام التعرف الآلي المتكامل لبصمات الأصابع
يحتفظ مكتب التحقيقات الفيدرالي (FBI) بأكبر قاعدة بيانات بيومترية في العالم مع نظام التعرف الآلي المتكامل لبصمات الأصابع (IAFIS). يتم تخزين المذكرات الجنائية من الاعتقالات والتقديمات المدنية من عمليات التحقق من الخلفية المصرح بها في نظام التعرف. وحاليًا يوجد هنالك فيها أكثر من 47 مليون طلب في مستودعها.

#### نظام فهرسة الحمض النووي الموحد
يقوم نظام فهرس الحمض النووي المجمع (CODIS) بتخزين ملفات تعريف الحمض النووي لكل من المجرمين المدانين في فهرس الجاني وكذلك الحمض النووي غير المعروف الموجود في مسرح الجريمة في مؤشر الطب الشرعي. تم تجريب CODIS في الأصل في عام 1990 كمشروع بين 14 ولاية. تشارك حاليًا جميع الولايات الخمسين وبورتوريكو وحكومة الولايات المتحدة فيها.

### قسم النقل

#### سجل السائق الوطني
على الرغم من أنه ليس مستودعًا للتاريخ الجنائي رسميًا، إلا أن سجل السائق الوطني (NDR)، الذي تديره وزارة النقل، يحتفظ بمعلومات عن السائقين فيما يتعلق بالتراخيص المعلقة. تحتفظ NDR بقاعدة بيانات للمعلومات التي تنشرها الدول الفردية وفقًا لما ينص عليه القانون الفيدرالي. جميع السائقين الذين تم تعليق تراخيصهم لأي سبب من الأسباب (بما في ذلك حالات التعليق الناتجة عن عدة مخالفات مرورية طفيفة متتالية: تعليق ولاية ماساتشوستس لثلاث تذاكر سرعة منفصلة على مدى ستة أشهر) لديهم تلك المعلومات التي تم نشرها من قبل مكاتب تسجيل المركبات ذات المحركات بالولاية إلى NDR .
أيضًا تسجل NDR المعلومات المتعلقة بالإدانات بالقيادة تحت تأثير الكحول أو المواد الخاضعة للرقابة، والفشل في تقديم المساعدة في حادث يتضمن الوفاة أو الإصابة ، وتقديم إفادة خطية كاذبة عن قصد أو ارتكاب شهادة زور للمسؤولين حول نشاط يحكمه قانون أو تنظيم تشغيل السيارة.
بالإضافة إلى ذلك، تحتوي NDR على معلومات حول المخالفات المرورية الناتجة عن حادث سيارة مميت.

#### رحلة آمنة
يقوم نظام "الرحلة الآمنة أو Secure Flight" وهو برنامج فحص مسبق لركاب خطوط الطيران، والتي يتم إدارتها من قبل إدارة أمن النقل، بفحص ركاب الخطوط الجوية الأمريكية لمعرفة ما إذا كانوا مدرجين في قوائم مراقبة الإرهاب. على عكس الأنظمة السابقة للفحص المسبق للركاب بمساعدة الكمبيوتر المعروفة اختصاراً بـ (CAPPS) و CAPPS II، لا يقوم برنامج الرحلة الآمنة بفحص الركاب بحثًا عن أوامر معلقة ولا يستخدم خوارزميات الكمبيوتر للبحث عن روابط للإرهابيين الذين تم الإبلاغ عنهم.

### الحصول على نسخ من السجلات الجنائية الفيدرالية
من الممكن الحصول على نسخ من السجلات الجنائية التي تحتفظ بها الوكالات الفيدرالية بموجب قانون حرية المعلومات وقانون الخصوصية. بشكل عام، لا يمكنك الحصول إلا على السجلات الخاصة بك، أو الأفراد المتوفين، أو الأفراد الأحياء الذين منحوك الإذن بالحصول على سجلاتهم.

## السجلات بين الولايات
معظم الولايات لديها وكالة على مستوى الولاية تعمل كغرفة مقاصة لجميع معلومات الاعتقال على مستوى الولاية. وعادة ما تكون هذه ما يسمى ب "أوراق الراب الحكومية" أكثر تفصيلاً من فهرس تحديد الهوية بين الدول. عادة لا تُدرج معلومات الاعتقال فحسب، بل تُدرج الإجراءات القضائية اللاحقة التي أعقبت ذلك الاعتقال.

### نظام اتصالات إنفاذ القانون الوطني
يعد النظام الوطني لاتصالات إنفاذ القانون المعروف اختصاراً بـ (NLETS) واجهة للبحث في السجلات الجنائية وسجلات السائقين لكل ولاية بالإضافة إلى سجلات قارئ لوحة الترخيص (LPR) التي تعود إلى عام واحد تحتفظ به إدارة الجمارك وحماية الحدود الأمريكية (CBP). وبالتالي، من خلال هذا النظام الوطني، يمكن لوكالة إنفاذ القانون في ولاية ما البحث عن سجلات جنائية وسجلات سائق لشخص ما في ولاية أخرى. من المحتمل أن تعمل NLETS كأداة أفضل للبحث عن الجنح البسيطة والمخالفات المرورية التي لن تكون في NCIC.

## سياسة الشطب
في الولايات المتحدة، قد يتم شطب السجلات الجنائية، على الرغم من اختلاف القوانين حسب الولاية. يمكن شطب العديد من أنواع الجرائم، بدءًا من غرامات وقوف السيارات إلى الجنايات. بشكل عام، بمجرد ختمها أو شطبها، تتم إزالة جميع سجلات الاعتقال أو قضية المحكمة اللاحقة من السجل العام، وقد ينكر الفرد قانونًا أو يفشل في الاعتراف بأنه قد تم القبض عليه أو اتهامه بأي جريمة تم شطبها.
ومع ذلك، عندما يتعين على المتقدمين للحصول على رخصة مهنية حكومية أو وظيفة تُعتبر منصبًا عامًا أو ذات إجراءات أمنية مشددة (مثل حارس الأمن، أو تطبيق القانون، أو ذات الصلة بالأمن القومي) عليهم الاعتراف إذا كانت لديهم إدانة مطروحة أو سيتم رفض تصريحهم من قبل وزارة العدل. مع استثناءات قليلة، لا يوجد إعفاء بعد الإدانة متاح في النظام الفيدرالي بخلاف العفو الرئاسي.

## أنظر أيضا
- العواقب الجانبية للإدانة الجنائية في الولايات المتحدة
- القانون الجنائي للولايات المتحدة
- حقوق الإنسان في الولايات المتحدة
- التمييز الوظيفي ضد الأشخاص ذوي السوابق الجنائية في الولايات المتحدة

## روابط خارجية
- موقع طلب سجل تحديد مكتب التحقيقات الفيدرالي / فحص الخلفية الجنائية